# Национальное правительство Болгарии в изгнании
Национальное правительство Болгарии в изгнании (болг. Българско национално правителство в изгнание, нем. Bulgarische Nationalregierung im Exil) — было правым болгарским правительством в изгнании после того, как монархическое правительство Болгарии было свергнуто в результате государственного переворота, поддержанного коммунистами. Правительство поддерживало союзнические обязательства и сотрудничало с властями Третьего рейха в 1944—1945 годах. Командовало болгарскими частями в составе германской армии в ходе боёв в Германии и Австрии. После капитуляции Германии было распущено.

## История
В ходе Второй мировой войны Болгария формально была союзницей Германии, но фактически не участвовала в войне — болгарский царь Борис III отказывался отправлять войска на Восточный фронт и не выдавал болгарских евреев немецким властям. После смерти Бориса III к власти пришёл Симеон II, но фактически не участвовал в правлении: вместо него правил его дядя, князь Кирилл, продолжавший сдержанную политику Бориса III. В августе 1944 года Советский Союз объявил войну Болгарии как союзнице Германии.
2 сентября 1944 года к власти в Болгарии пришло правительство Константина Муравиева. 9 сентября наступление советских войск фактически привело к власти Отечественный фронт с доминированием коммунистов (первоначально правительство ОФ возглавил Кимон Георгиев). Князь Кирилл был арестован по обвинению в сотрудничестве с немцами и позднее был расстрелян. Новое правительство Болгарии призвало болгарский народ сражаться против нацистской Германии.
Тем временем 16 сентября в Вене болгарский националист Александр Цанков (бывший премьер-министр в 1923—1926 гг.), объявил по радио о создании своего правительства. Он провозгласил врагами Болгарии коммунистов и призвал болгар к борьбе с «жидобольшевизмом». Он заявил: «Борьба за освобождение Болгарии от жидобольшевистских оккупантов зависит от вас. Болгарское национальное правительство призывает всех в бой с врагами нашей Родины». Однако почти никто из болгар не поддержал Цанкова.
Для пропаганды своей деятельности правительство Цанкова использовало эфир Радио Донау, где 4 раза в день вещало передачи на болгарском языке, а также студенческую эмигрантскую прессу в Германии. Его финансирование осуществлялось за счёт долга Германии перед Болгарией в виде поставок сельскохозяйственной продукции военного времени. Правительством были сформированы отряды болгарских добровольцев, объединенные в так называемые Болгарские добровольческие формирования, как например, 1-я Болгарская противотанковая бригада СС.

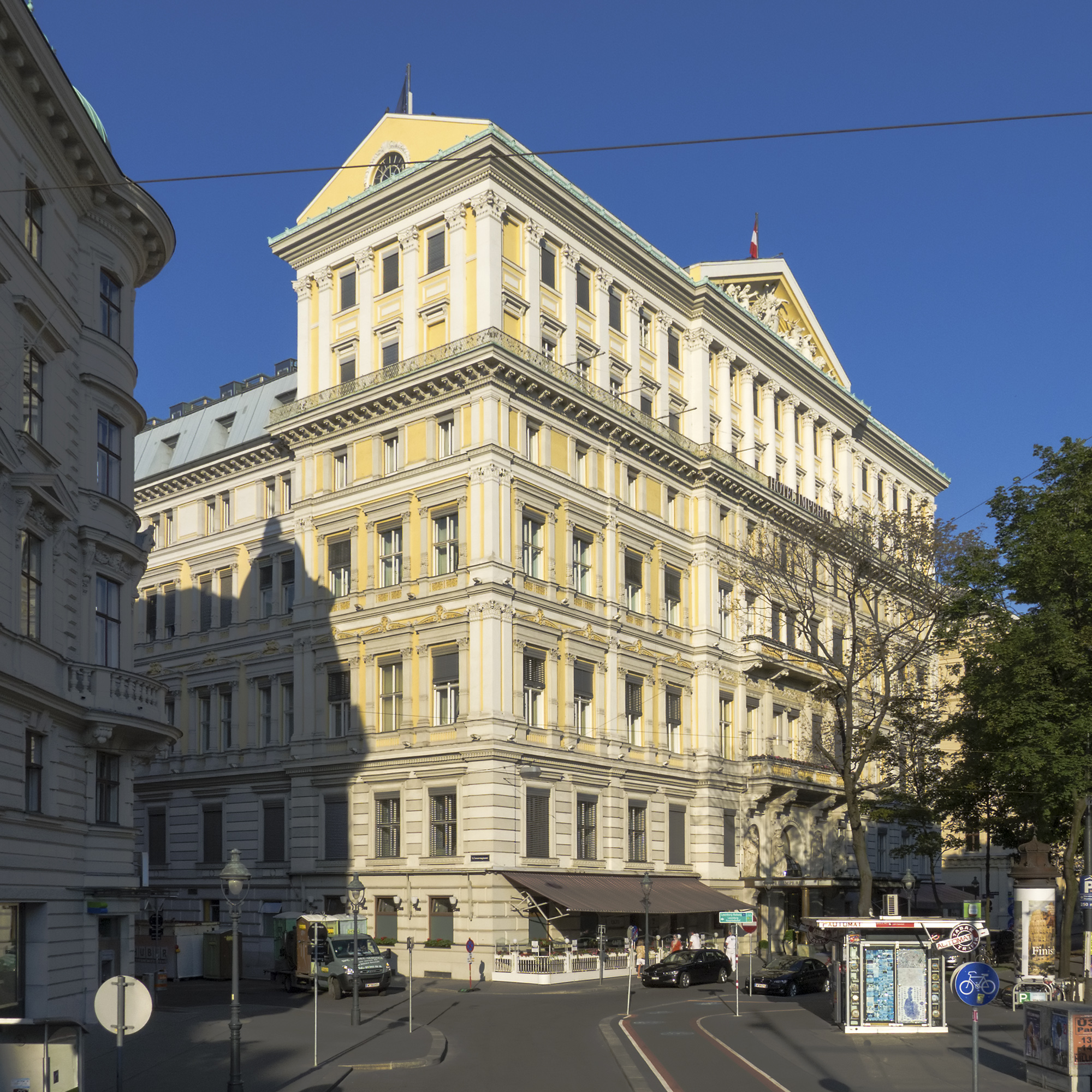
Гостиница «Империал» в Вене, резиденция Болгарского национального правительства в изгнании в 1944—1945 гг.

В феврале 1945 года болгарское правительство переехало из Вены в Альтаусзее. В связи с поражением Германии, 10 мая 1945 года правительство Цанкова прекратило своё существование, сам Цанков не был выдан новым болгарским властям и в 1949 году уехал в Аргентину, где и прожил последние годы своей жизни, В коммунистической Болгарии Цанков был заочно приговорён к смертной казни.

## Члены правительства
Члены Национального правительства Болгарии в изгнании:
- Александр Цанков, премьер-министр
- Ассен Кантарджиев, министр внутренних дел
- Асен Цанков, министр иностранных дел
- Христо Статев, министр образования и пропаганды
- Иван Рогозаров, министр финансов и труда
- Никола Костов, министр без портфеля